# Kabinett Caprivi (Preußen)
Das Kabinett Caprivi bildete vom 20. März 1890 bis 23. März 1892 das von König Wilhelm II. berufene Preußische Staatsministerium. Der Amtsantritt des neuen Kabinetts nach der langen Regierungszeit Otto von Bismarcks ging mit einer liberal-konservativen innenpolitischen Neuorientierung, dem Neuen Kurs einher, der die Bevölkerungsgruppen, die durch Bismarcks Politik ausgegrenzt worden waren, Katholiken und Sozialdemokraten, in das Reich integrieren sollte. Durch die Gegnerschaft der Konservativen gegen viele der Reformpläne, konnten sie nur in bregrenzter Weise realisiert werden und Leo von Caprivi wurde schon nach zwei Jahren durch den Konservativen Botho zu Eulenburg als Ministerpräsident abgelöst. Führender Kopf des Kabinetts war der nationalliberale Finanzminister Johannes Miquel.
| Amt                                                    | Name |
| ------------------------------------------------------ | --- |
| Ministerpräsident                                      | Leo von Caprivi (gleichzeitig Reichskanzler)                                                                               |
| Vizepräsident                                          | Karl Heinrich von Boetticher (DRP) (gleichzeitig Vizekanzler)                                                              |
| Äußeres                                                | Herbert von Bismarck, 20. – 26. März 1890 (interim) Leo von Caprivi, ab 27. März 1890                                      |
| Finanzen                                               | Adolf von Scholz, 20. März – 23. Juni 1890 (DRP) Johannes Miquel, ab 23. Juni 1890 (NLP)                                   |
| Geistliche, Unterrichts- und Medizinal-Angelegenheiten | Gustav von Goßler, 20. März 1890 – 12. März 1891 (DKP) Robert von Zedlitz-Trützschler, ab 12. März 1891                    |
| Handel und Gewerbe                                     | Hans Hermann von Berlepsch                                                                                                 |
| öffentliche Arbeiten                                   | Albert von Maybach, 20. März 1890 – 20. Juni 1891 Karl Thielen, ab 20. Juni 1891                                           |
| Justiz                                                 | Hermann von Schelling |
| Inneres                                                | Ernst Ludwig Herrfurth |
| Landwirtschaft, Domänen und Forsten                    | Robert Lucius von Ballhausen, 20. März 1890 – 14. November 1891 (DRP) Wilhelm von Heyden-Cadow, ab 14. November 1891 (DKP) |
| Krieg                                                  | Julius von Verdy du Vernois, 20. März 1890 – 3. Oktober 1890 Hans von Kaltenborn-Stachau, ab 3. Oktober 1890               |

Ab 1869 wurden Bundes- bzw. Reichsbeamte zu Ministern ohne Ressort ernannt, damit sie an Sitzungen des Staatsministeriums teilnehmen durften, an denen Bundes- bzw. Reichsangelegenheiten auf der Tagesordnung standen. Sie sind als reine Titularminister zu verstehen und ihre Ernennung als Lösung für die Probleme, die sich aus der nun notwendigen Verklammerung der Politik von Preußen und Reich ergaben. Die hier angegebenen Amtszeiten beziehen sich nur auf die Zeit als preußische Minister, die von der Amtszeit im Reich abweichen kann. 
| Amt                  | Name                                      |
| -------------------- | ----------------------------------------- |
| Reichsamt des Innern | Karl Heinrich von Boetticher              |
| Auswärtiges Amt      | Herbert von Bismarck, 20. – 26. März 1890 |